# 雞林類事
《雞林類事》是一部北宋人孫穆編寫的記錄當時高麗风土、制度、语言的書。其中关于高丽语语词的记录有365个。是当今研究朝鲜语言的珍贵史料。